# Izvoru, Argeș
Izvoru este o comună în județul Argeș, Muntenia, România, formată numai din satul de reședință cu același nume.

## Așezare
Comuna se află în sudul județului, pe malurile râului Teleorman. Este străbătută de șoseaua județeană DJ504, care o leagă spre nord-vest de Recea și Buzoești (unde se termină în DN65A) și spre sud de Popești, mai departe în județul Teleorman la Mârzănești, Alexandria (unde se intersectează cu DN6 și DN6F), Orbeasca, Olteni, Trivalea-Moșteni, Tătărăștii de Jos, Tătărăștii de Sus, și mai departe în județul Giurgiu la Gogoșari, Putineiu și Giurgiu (unde se termină în DN5B). La Izvoru, acest drum se intersectează cu șoseaua județeană DJ679C, care duce spre vest la Căldăraru (unde se termină în DN65A) și spre est la Mozăceni.

## Demografie
Componența etnică a comunei Izvoru
     Români (73,81%)
     Romi (17,97%)
     Alte etnii (0%)
     Necunoscută (8,22%)
Componența confesională a comunei Izvoru
     Ortodocși (91,14%)
     Alte religii (0,25%)
     Necunoscută (8,62%)
Conform recensământului efectuat în 2021, populația comunei Izvoru se ridică la 2.031 de locuitori, în scădere față de recensământul anterior din 2011, când fuseseră înregistrați 2.292 de locuitori. Majoritatea locuitorilor sunt români (73,81%), cu o minoritate de romi (17,97%), iar pentru 8,22% nu se cunoaște apartenența etnică. Din punct de vedere confesional, majoritatea locuitorilor sunt ortodocși (91,14%), iar pentru 8,62% nu se cunoaște apartenența confesională.

## Politică și administrație
Comuna Izvoru este administrată de un primar și un consiliu local compus din 11 consilieri. Primarul, Claudiu Ionuț Neguț[*], de la Partidul Național Liberal, este în funcție din 2016. Începând cu alegerile locale din 2024, consiliul local are următoarea componență pe partide politice:
|  | Partid                       | Consilieri | Componența Consiliului | Componența Consiliului | Componența Consiliului | Componența Consiliului | Componența Consiliului |
|  | ---------------------------- | ---------- | ---------------------- | ---------------------- | ---------------------- | ---------------------- | ---------------------- |
|  | Partidul Național Liberal    | 5          |                        |                        |                        |                        |                        |
|  | Partidul Social Democrat     | 3          |                        |                        |                        |                        |                        |
|  | Partida Romilor „Pro Europa” | 1          |                        |                        |                        |                        |                        |
|  | Uniunea Salvați România      | 1          |                        |                        |                        |                        |                        |
|  | Partidul Mișcarea Populară   | 1          |                        |                        |                        |                        |                        |

## Istorie
La sfârșitul secolului al XIX-lea, pe teritoriul actual al comunei funcționau, în plasa Gălășești a județului Argeș, comunele Izvoru de Jos și Izvoru de Sus, fiecare formată doar din satul de reședință. Comuna Izvoru de Jos avea 600 de locuitori, o biserică și o școală primară rurală. Comuna Izvoru de Sus avea 972 de locuitori și, la fel, o biserică și o școală. Anuarul Socec din 1925 consemnează cele două comune în plasa Teleorman a aceluiași județ, având respectiv 583 și 1684 de locuitori.
În forma actuală, comuna a apărut în 1931, fiind formată din satele Izvoru de Jos și Izvoru de Sus, al doilea fiind și reședința. În 1950, comuna a fost arondată raionului Costești din regiunea Argeș. Ea a revenit însă la județul Argeș, reînființat, în 1968; tot atunci, cele două sate ale ei, Izvoru de Jos și Izvoru de Sus au fost comasate sub numele de Izvoru.

## Monumente istorice
În comuna Izvoru se află biserica „Sfântul Nicolae” (1701), monument istoric de arhitectură de interes național.
În rest, singurul obiectiv din comuna Izvoru inclus în lista monumentelor istorice din județul Argeș, clasificat tot ca monument de arhitectură, este ansamblul conacului Perticari-Davila (secolele al XVII-lea–al XX-lea), cuprinzând conacul mare (dinainte de 1919), conacul mic (secolul al XVII-lea, refăcut înainte de 1919) și parcul (amenajat în secolul al XIX-lea).

## Personalități
- Octavian Știreanu (n.1952), absolvent de Matematica și, apoi, de Filosofie, jurnalist, fost senator de Argeș, deputat, consilier prezidențial, secretar de stat la Ministerul Culturii

Valeriu Gheorghiță (n. 1982), medic militar, coordonator al Campaniei Naționale de Vaccinare Anti-COVID-19.

## [14]Note
1. ↑  Rezultatele alegerilor locale din 2016, Biroul Electoral Central
2. ↑  „Anexă: Denumirea și componența unităților administrativ-teritoriale pe județe”. Legea 290. Parlamentul României. 2018.
3. ↑  Google Maps – Izvoru, Argeș (Hartă). Cartografie realizată de Google, Inc. Google Inc. Accesat în 22 mai 2015.
4. ↑  „Rezultatele recensământului din 2011: Tab8. Populația stabilă după etnie – județe, municipii, orașe, comune”. Institutul Național de Statistică din România. iulie 2013. Accesat în 5 august 2013.
5. ↑  „Rezultatele recensământului din 2021: Populația rezidentă după etnie (Etnii, Macroregiuni, Regiuni de dezvoltare, Județe, Municipii, orașe și comune)”. Institutul Național de Statistică din România. iunie 2023. Accesat în 23 august 2023.
6. ↑  „Rezultatele recensământului din 2021: Populația rezidentă după religie (Religii, Macroregiuni, Regiuni de dezvoltare, Județe, Municipii, orașe și comune*)”. Institutul Național de Statistică din România. iunie 2023. Accesat în 23 august 2023.
7. ↑  „Rezultatele finale ale alegerilor locale din 2024” (Json). Autoritatea Electorală Permanentă. Accesat în 23 octombrie 2024.
8. ↑  Lahovari, George Ioan (1901). „Izvorul-de-Jos, com. rur. și sat” (PDF). Marele Dicționar Geografic al Romîniei. 4. București: Stab. grafic J. V. Socecu. p. 87.
9. ↑  Lahovari, George Ioan (1901). „Izvorul-de-Sus, com. rur. și sat” (PDF). Marele Dicționar Geografic al Romîniei. 4. București: Stab. grafic J. V. Socecu. p. 87.
10. ↑  Melbert, N., ed. (1925). „Comunele Izvoru de Jos și Izvoru de Sus”. Anuarul Socec al României-mari. București: Editura "Socec & co." soc. anon. IV. Provinciile Vechiului Regat: 16.
11. ↑  „Tablou de regruparea comunelor rurale întocmit conform legii privind modificarea unor dispozițiuni din legea pentru organizarea administrațiunii locale”. Monitorul oficial și imprimeriile statului (161): 22. 15 iulie 1931.
12. ↑  „Legea nr. 3/1968”. Lege5.ro. Accesat în 22 mai 2015.
13. ↑  „Legea nr. 2/1968”. Monitoruljuridic.ro. Accesat în 22 mai 2015.
14. ↑  „Populație Comuna Izvoru, Județul Argeș - Populația.ro”. 22 august 2023. Accesat în 10 septembrie 2023.